# Diário Cidade
O Diário Cidade foi um jornal madeirense de distribuição gratuita em todo o arquipélago. Tinha a sua sede em Câmara de Lobos.
Foi lançado no dia 4 de junho de 2007 em edição impressa. Chegou a ter uma tiragem diária de 21 219 exemplares e a empregar 33 trabalhadores, 9 na redação e paginação e os restantes nos serviços comerciais e de distribuição. No dia 14 outubro de 2011, o Diário Cidade abandonou a edição impressa, ficando apenas com a edição digital que acabaria por encerrar a 21 de abril de 2015. Os seus trabalhadores foram integrados no Tribuna da Madeira.